# Tanystylum occidentalis
Tanystylum occidentalis là một loài nhện biển trong họ Ammotheidae. Loài này thuộc chi Tanystylum. Tanystylum occidentalis được miêu tả khoa học năm 1904 bởi Cole.